# After Tone IV
『After Tone IV』（アフター・トーン・フォー）は、岡村孝子通算4枚目のリミックス・アルバム。2001年9月23日発売。発売元はワーナーミュージック・ジャパン。

## 解説
オリジナルアルバム3枚ごとにリリースされる、リミックス・セレクション・アルバムの第4作。『SWEET HEARTS』（10枚目、1994年9月14日）、『BRAND-NEW』（11枚目、1996年2月19日）、『Reborn』（12枚目、2000年8月23日）から12曲を選出。
特徴としては、それまでの『After Tone』シリーズが既発表音源のリミックスのみで構成されているのに対し、本アルバムでは書き下ろしの新作1曲（「Time and again」）と、リミックスでなく新たにレコーディングし直した作品3曲（「ハレルヤ」「明日への道」「夢の途中」）が収録されていることが挙げられる。理由はオリジナル音源が本アルバム発売元のeast west japanでなく、ファンハウスからリリースされた音源であるため。「Time and again」は、2001年8月29日に先行シングルカットでリリース。岡村によるセルフライナーノーツが掲載。2006年9月6日に低価格で再発売された。仕様は特に変わっていない。

## 収録曲
- 全曲　作詞・作曲: 岡村孝子

|    | 曲名 | 演奏時間 | 編曲       |
| 1  | ハレルヤ | 5:00     | 海老原真二 |
| 1  | TBS系バラエティ番組『どうぶつ奇想天外!』エンディング・テーマソング                                                      |          |            |
| 2  | オリジナルな二人 | 4:24     | 清水信之   |
| 3  | Answer | 5:50     | 萩田光雄   |
| 4  | Time and again | 5:28     | 萩田光雄   |
| 4  | 「明日への道」の続編をつくったらどうなるのか、と発想したところからこの曲が生まれたという。                              |          |            |
| 5  | 明日への道 | 5:40     | 萩田光雄   |
| 5  | TBS系列『旅・わくわく』エンディングテーマ。新録音にあたり、オリジナルになかったエレクトリック・ギターが加えられている。 |          |            |
| 6  | 明日の風 | 5:23     | 萩田光雄   |
| 7  | 砂塵にまぎれて | 5:22     | 萩田光雄   |
| 7  | ライナーノーツで、ファンから「まさに岡村孝子の世界」と言われて嬉しかった、と語っている。                                |          |            |
| 8  | 夢の途中 | 6:00     | 萩田光雄   |
| 8  | 日産火災（現・損保ジャパン）コマーシャル・イメージソング。新録音にあたり、アレンジへ大幅に手が加えられた。              |          |            |
| 9  | 愛という名の翼 | 5:05     | 海老原真二 |
| 9  | TBS系テレビアニメ『少年サンタの大冒険!』エンディング・テーマ                                                            |          |            |
| 10 | Dearest Honey | 4:47     | 萩田光雄   |
| 10 | 支えになってくれている子どもへの感謝をこめて、あえて「母性」という引き出しを開けてみた、と語っている。                  |          |            |
| 11 | 永遠の木もれ陽 | 4:56     | 海老原真二 |
| 11 | 12thアルバム『Reborn』と同時発売。フジテレビ系『ウチくる!?』テーマソング                                                |          |            |
| 12 | Winter Story | 4:49     | 萩田光雄   |
| 12 | テレビ朝日系『キンキンのとことん好奇心』エンディング・テーマ                                                            |          |            |
| 13 | ヒロイン 〜あの日の涙を忘れない〜                                                                                       | 4:20     | 海老原真二 |
| 13 | NHK『アジア大会 '94 広島』イメージソング                                                                                |          |            |

## 関連作品
- SWEET HEARTS[1]　　M-1・5・8
- BRAND-NEW　　M-2・6・9・12・13
- Reborn　　M-3・7・10・11